# Yelena Dmitriyeva
Yelena (Chaplina) Dmitriyeva (Astrakhan, 1 de julho de 1983) é uma handebolista profissional russa, medalhista olímpica.
Yelena Dmitriyeva fez parte do elenco medalha de prata, de Pequim 2008.